# La Melpomène (torpilleur)
 (juin 2020).
Si vous disposez d'ouvrages ou d'articles de référence ou si vous connaissez des sites web de qualité traitant du thème abordé ici, merci de compléter l'article en donnant les références utiles à sa vérifiabilité et en les liant à la section « Notes et références ».
Pour les autres navires du même nom, voir Melpomène (navire).
La Melpomène est un torpilleur, navire de tête de la classe La Melpomène lancé en 1935, mis en service dans la Marine nationale française et utilisé pendant la Seconde Guerre mondiale.

## Présentation générale
La Melpomène est la première unité d'une série de 12 petits bâtiments dont la mission est la protection des convois côtiers contre les sous-marins. Construits à partir de 1933-1934, ils sont mis en service entre 1936-1938. Dénommés à l'origine escorteurs, ils seront classées seront rapidement reclassés torpilleurs légers. Les "600 tonnes" comme on les appelle en raison de leur tonnage, sont des bâtiments très fins et rapides, mais hélas leur robustesse se révèle insuffisante ainsi que leur rayon d'action en service de guerre.
Six se réfugieront en Grande-Bretagne en juin 1940 mais faute d'équipage, conséquence de l'opération Catapult, trois seulement (dont la Mélpomène) seront réarmés par les Forces navales françaises libres (FNFL]).
Les six autres resteront dans la Marine de Vichy. Trois se saborderont à Toulon le 27 novembre 1942 et les trois autres seront capturés par les Allemands à Bizerte, le 8 décembre 1942. Plusieurs de ces six derniers bâtiments seront armés par la Regia marina italienne et la Kriegsmarine allemande, puis coulés par les alliés ou de nouveau sabordés.

## Caractéristiques
La Melpomène a été mise sur cale en décembre 1933 aux Ateliers et chantiers de Bretagne à Nantes, lancé le 24 janvier 1935 et admis au service actif en août 1936. Il sera mis en réserve en septembre 1943, condamnée le 15 mai 1945 puis démoli en 1950.
Son indicatif visuel est T 143 (T : torpilleur - 14 : 14e division - 3 : numéro d'ordre dans la division).
Sa longueur est de 80,70 m, pour une largeur de 8 mètres et un tirant d'eau moyen de 3,07 mètres.
Son déplacement normal est de 680 tonnes et de 895 tonnes à pleine charge.
Commandé par un lieutenant de vaisseau (LV Favreau du 07/09/1940 au 27/11/1942, puis LV Despreau du 27/11:1942 au 01/09/1943), son équipage est de 105 marins; 5 officiers, 15 officiers mariniers et 85 quartiers-maître et matelots.

### Propulsion
L'appareil évaporatoire : 2 chaudières à petits tubes et flamme directe, timbrées 2 à 27 kg/cm2 (vapeur surchauffée à 350°.
L'appareil propulsif : 2 turbines Rateau à engrenage simple réduction développant 22.000 cv (24.000 cv à feux poussés), actionnant 2 hélices. Ses soutes peuvent embarquer 170 tonnes de mazout.
Son énergie électrique : 2 moteurs diesel alimentant 2 groupes électrogènes.
Sa vitesse normale à pleine charge est 25 nœuds. La Melpomène a atteint 36,5 nœuds aux essais, à feux poussés.
Sa distance franchissable est de 1 000 nautiques à 20 nœuds et de 650 nautiques à 25 nœuds.

### Armement
Artillerie principale : Deux pièces simple de 100 mm sous masque ; une plage avant. une sur le rouf arrière.
Lutte antiaérienne : Deux pièces jumelées de 13,2 mm de chaque bord et sur l'avant du rouf.
Torpilles : Une plateforme de 2 tubes lance-torpilles de 550 mm.
Grenades : Un grenadeur de sillage (20 grenades anti sous-marines).
Dragage : Une drague légère de type "Ronarc'h" pour cisailler les orins des mines.
À son entrée en service, la Melpomène embarquait une torpille Ginnochio et un filet indicateur anti-sous-marins de 1 000 mètres de long sur 72 mètres de haut. 

### Modernisation sous pavillon FNFL
Débarquement de la torpille Ginnochio et du filet indicateur ASM.
Renforcement de artillerie antiaérienne :  Deux canons "pom-pom" de 40 mm sur le rouf arrière à la place de la pièce no 2 de 100 mm.
Deux canons de 20 mm sur les ailerons de la passerelle.
Détection : Un radar de veille et un asdic anti sous-marin.

## Historique
Au début de la guerre, basée à Brest, la Melpomène est engagé dans l'Atlantique, la Manche et la Mer du Nord.
La Melpomène participe activement et efficacement à l'évacuation des troupes enfermées à Dunkerque. (opération Dynamo).
Le 3 juillet 1940, la Melpomène est saisi par les Britanniques à Portsmouth. (opération Catapult).
Le petit torpilleur est restitué et armé par les FNFL le 31 août 1940 et participe à de nombreuses missions anti sous-marines.
Au cours de l'une d'elles, le "600 tonnes" est abordé par le destroyer de la Royal Navy, HMS Whutshed (D77) qui lui occasionnera une déchirure sur bâbord avant. Heureusement il n'aura aucun blessé mais la Melpomène  sera indisponible, en réparation, pendant 6 semaines.
En septembre 1943, le bâtiment est rétrocédé à la Royal Navy qui décide de la placer en réserve à Hartpool.
La fragilité des "600 tonnes" et la perte par fortune de mer du Branlebas mais surtout les difficultés à entretenir ces unités dont les pièces de rechange se trouvent en France occupée, ont conduit les Britanniques à désarmer prématurément ces torpilleurs légers pourtant très récents.
Remorqué vers Cherbourg le 16 septembre 1945, la Melpomène sera condamné le 15 mai 1950 puis démoli.
Malgré sa courte carrière, la Melpomène a fait l'objet d'une citation à l'ordre de l'armée de mer.